# Détrier
Détrier este o comună în departamentul Savoie din sud-estul Franței. În 2009 avea o populație de 424 de locuitori.

## Evoluția populației
| An        | 1975 | 1982 | 1990 | 1999 | 2006 | 2009 |
| --------- | ---- | ---- | ---- | ---- | ---- | ---- |
| Populație | 194  | 209  | 209  | 286  | 376  | 424  |